# Монга, Джереми
Джереми Монга (англ. Jeremy Monga; родился 10 июля 2009) — английский футболист, вингер клуба «Лестер Сити».

## Клубная карьера
Воспитанник «Лестер Сити». 7 февраля 2025 года впервые попал в заявку основной команды клуба на матч Кубка Англии против «Манчестер Юнайтед», однако на поле не появился. 7 апреля 2025 года вышел на замену в матче Премьер-лиги против «Ньюкасл Юнайтед», дебютировав за основной состав «лис». В возрасте 15 лет и 271 день Монга также стал вторым самым молодым игроком в истории турнира после Итана Нванери.

## Карьера в сборной
Выступал за сборные Англии до 15 и до 16 лет.